# Convenzione di Aguascalientes
La convenzione di Aguascalientes (in spagnolo Convención de Aguascalientes) fu un importante incontro che avvenne durante la Rivoluzione messicana tra le due fazioni che avevano sconfitto l'Esercito federale di Victoriano Huerta, costringendone le dimissioni e l'esilio nel luglio del 1914.
Fu Venustiano Carranza a convocare la riunione, il 1º ottobre 1914. Carranza, capo dei Costituzionalisti, la descrisse come la «grande convenzione dei capi militari con il controllo delle forze e dei governatori degli Stati» (Gran Convención de Jefes militares con mando de fuerzas y gobernadores de los Estados), e fu vista come «l'ultimo tentativo per creare unità tra i rivoluzionari».
Le prime sedute si tennero nella Camera dei deputati a Città del Messico, ma furono successivamente spostate nella città di Aguascalientes, da cui prende il nome, dove si incontrarono dal 10 ottobre al 9 novembre 1914.

## Contesto
Il generale Victoriano Huerta, che aveva usurpato il presidente Francisco Madero in un colpo di stato nel febbraio del 1913, lasciò la presidenza nel luglio 1914 per via delle pressioni dei rivoluzionari e lasciò il paese. Fu sostituito da Venustiano Carranza, che desiderava discutere le politiche del suo governo con gli altri capi della rivoluzione, così convocò una convenzione. Tuttavia, dovendo venire a patti con l'assenza degli zapatisti (che non riconoscevano l'autorità di Carranza) e il rifiuto di Pancho Villa di presenziare a Città del Messico, si decise di spostare l'incontro a Aguascalientes.

## Convenzione
La convenzione aveva lo scopo di appianare le differenze tra i grandi quattro capi che ebbero la maggior parte nella deposizione di Huerta: Pancho Villa, Emiliano Zapata, Venustiano Carranza e Álvaro Obregón. Le fazioni dovettero concordare, prima dell'incontro, se far partecipare solo uomini militari o includere anche i civili. Carranza, che aveva un forte sostegno civile, era a favore della loro inclusione ma perse.
La tensione era alta tra Carranza e Villa, suo precedente alleato. Sebbene Zapata non si fosse apertamente schierato con Villa all'inizio, era ostile a Carranza, e quest'ultimo ricambiava. Secondo Charles C. Cumberland, «i meridionali non avevano mai gradito Carranza e le sue pretese, e Carranza disprezzava gli zapatisti, in quanto piantagrane ignoranti e dalla mentalità ristretta».
Dall'inizio, tuttavia, la convenzione era dominata dai villisti, i quali imposero i loro punti di vista sugli altri delegati. I sostenitori arrivarono solo il 26 ottobre: una delegazione di ventisei guidata da Paulino Martínez e Antonio Díaz Soto y Gama.
Quando la convenzione s'incontrò la prima volta il 10 ottobre 1914, si proclamò sovrana, rendendo pertanto l'assemblea deliberante, non consultiva. Carranza si oppose alla sovranità, e non partecipò né mandò rappresentanti. Zapata non era ancora arrivato, e i suoi delegati presero la decisione di non concludere nessuna questione importante prima che lui e i suoi consiglieri arrivassero. Zapata si presentò con al seguito uomini con titoli militari, tuttavia «molti di loro [erano] in effetti civili che non avevano mai comandato truppe in alcuna forma».
C'era un piano per unire i vari eserciti rivoluzionari in un corpo singolo, che avrebbe nella forma sostituito l'Esercito federale scioltosi con la caduta del regime di Huerta. Sebbene ci fossero dei sostenitori di questo piano, dal momento che gli eserciti si erano formati e avevano combattuto al comando di particolari capi (Villa, Obregón, Zapata e Abraham González), l'idea era in quelle circostanze impossibile da implementare.
La convenzione elesse il generale Eulalio Gutiérrez Ortiz come Presidente della Repubblica per un limitato mandato di 20 giorni. Nominò Villa comandante dell'Esercito convenzionalista, che in seguito avrebbe combattuto contro i costituzionalisti di Carranza.
Dopo la riunione, i riconciliati Villa e Zapata entrarono a Città del Messico il 6 dicembre, a capo di un esercito di 60.000 uomini. Di conseguenza Carranza e i suoi sostenitori si ritirarono a Veracruz. Successivamente, Zapata tornò alla sua roccaforte nel Morelos, rendendo l'alleanza con Villa solamente in principio.